# 高千帆町
高千帆町（たかちほちょう）は、山口県厚狭郡にあった町。現在の山陽小野田市の南東部、山陽本線・小野田駅および山陽自動車道・小野田インターチェンジの周辺にあたる。本項では町制前の名称である高千帆村（たかちほそん）についても述べる。

## 地理
- 海洋：周防灘
- 河川：厚狭川、有帆川

## 歴史
- 1889年（明治22年）4月1日 - 町村制の施行により、有帆村・東高泊村・西高泊村・千崎村・高畑村の区域をもって高千帆村が発足。
- 1938年（昭和13年）4月1日 - 高千帆村が町制施行して高千帆町となる。
- 1940年（昭和15年）11月3日 - 小野田町と合併して小野田市が発足。同日高千帆町廃止。

## 交通

### 鉄道路線
- 日本国有鉄道
  - 山陽本線
  - 小野田線
    - 小野田駅

### 道路
現在は旧町域に山陽自動車道の小野田インターチェンジが所在するが、当時は未開通。